# フリードリヒ2世 (ザクセン＝ゴータ＝アルテンブルク公)
フリードリヒ2世（Herzog Friedrich II. von Sachsen-Gotha-Altenburg, 1676年7月28日 - 1732年3月23日）は、ドイツ・テューリンゲン地方のザクセン＝ゴータ＝アルテンブルク公（在位：1691年 - 1732年）。

## 生涯
ザクセン＝ゴータ＝アルテンブルク公フリードリヒ1世とその妻でザクセン＝ヴァイセンフェルス公アウグストの娘であるマグダレーナ・ジビッラの間の長男として生まれた。
父の死に伴って公爵家を相続した際は未成年だったため、2人の叔父、ザクセン＝マイニンゲン公ベルンハルト1世とザクセン＝レームヒルト公ハインリヒが後見人および摂政を務めた。イギリスとオランダに留学した後、1693年に神聖ローマ皇帝より成人したと認められ、公国において親政を開始した。フリードリヒ2世はバロック時代に典型的な華美好みの君主で、莫大な出費と引き換えに父親から受け継いだ宮廷と常備軍を拡大した。また自国の軍隊を諸外国の王侯に貸与していたが、スペイン継承戦争中の1702年、フランス王ルイ14世に貸与した軍隊が、神聖ローマ皇帝との戦いに投入された際には、政治的に苦境に立たされている。
内政においては、基本的に父親の政策を踏襲した。アルテンブルクに孤児院（1715年）を、カーラに矯正施設と精神病院（1726年）を開設したほか、1705年にアルテンブルクに貴族女性のための女子修道院であるマグダレーナ修道院 (Magdalenenstift) を建設している。フリードリヒ2世は10万ターラーの私財を投じてシュヴァルツブルク＝アルンシュタット侯アントン・ギュンター2世から貴重な古銭のコレクションを買い取ったが、これは現在もフリーデンシュタイン城に残る古銭キャビネットの基盤となった。1697年、同族のザクセン選帝侯フリードリヒ・アウグスト1世がポーランド王に就任するのに際してカトリックに改宗したため、フリードリヒ2世がその代わりにザクセン選帝侯領の福音派教会の首長に就任した。
フリードリヒ2世は、フリードリヒスタール城 (Schloss Friedrichsthal) の建設によって、膝元であるゴータの街に永久に名前を遺すことになった。彼はヴェルサイユ宮殿を手本とするこの夏の離宮を、ゴータ宮廷の建設総監督だったヴォルフ・クリストフ・ツォルン・フォン・プロープスハイム (Wolf Christoph Zorn von Plobsheim) に、命じて、1708年から1711年にかけフリーデンシュタイン城の庭園の東側下手に建てさせた。3つの翼からなるフリードリヒスタール城の裏手にはバロック様式の庭園が拡張され、彫像や噴水、洞穴で飾られていたが、これらの庭園は現存しない。
ザクセン＝コーブルク（1699年絶家）、ザクセン＝アイゼンベルク（1707年絶家）、ザクセン＝レームヒルト（1710年絶家）といった公爵家が断絶するたびに、フリードリヒ2世はエルネスティン家の他の親族たちとの間でそれらの遺領をめぐって争い、領土を拡大した。

## 子女
1695年にアンハルト＝ツェルプスト侯カール・ヴィルヘルムの娘マグダレーナ・アウグスタと結婚し、間に18人の子女をもうけた。
- ゾフィー（1697年 - 1703年）
- フリードリヒ3世（1699年 - 1772年） - ザクセン＝ゴータ＝アルテンブルク公
- ヴィルヘルム（1701年 - 1771年）
- カール・フリードリヒ（1702年 - 1703年）
- ヨハン・アウグスト（1704年 - 1767年）
- クリスティアン（1705年）
- クリスティアン・ヴィルヘルム（1706年 - 1748年）
- ルートヴィヒ・エルンスト（1707年 - 1763年）
- モーリッツ（1711年 - 1777年） - ザクセン＝アイゼナハ公国摂政
- ゾフィー（1712年）
- カール（1714年 - 1715年）
- フリーデリケ（1715年 - 1775年） - 1734年、ザクセン＝ヴァイセンフェルス公ヨハン・アドルフ2世と結婚
- マグダレーネ・ジビッレ（1718年）
- アウグスタ（1719年 - 1772年） - 1736年、ウェールズ公フレデリック・ルイスと結婚
- ヨハン・アドルフ（1721年 - 1799年）